# Diendorf (Gemeinde Hürm)
Diendorf ist eine Ortschaft und eine Katastralgemeinde in der Marktgemeinde Hürm in Niederösterreich. Die Ortschaft hat 15 Einwohner (Stand 1. Jänner 2024).

## Geografie
Die Rotte liegt einen Kilometer nordwestlich von Hürm und westlich der Landesstraße L5246, von der man über eine Abzweigung zunächst nach Diendorf und weiter nach Harmersdorf gelangt. Zur Ortschaft gehören auch die Einzellagen Glashof und Hubhof. 
 Anfangs war Diendorf ein Teil der Katastralgemeinde Hürm.

## Geschichte
Im Franziszeischen Kataster von 1821 ist Diendorf mit den Gehöften Glashof und Hubhof verzeichnet, aber auch mit den heute abgekommenen Hoflagen Gunnershof und Hurrhof.
Laut Adressbuch von Österreich waren im Jahr 1938 in Diendorf einige Landwirte mit Direktvertrieb ansässig.